# 내간항
내간항은 경상남도 거제시 거제면 내간리에 있는 어항이다. 2003년 2월 3일 어촌정주어항으로 지정하여 관리하고 있다. 시설관리자는 거제시장이다.

## 어항 연혁
- 산방산(山芳山)의 남쪽밑에 큰 마을을 덕촌(德村)이라 하였고 평지에 중리(中里)가 있으며 동쪽 낮은 산밑에 양지(陽地)마을이있다. 내간덕(內看德)은 읍기(邑基)에서 바라보니 안쪽에 있는 큰 마을이고 밖에 있는 동쪽의 큰마을을 외간덕(外看德)이라 하였다.

## 어항 구역
- 수역: 14,600m2(거제시 거제면 내간리 50-16번지 수역)
- 육역: 10,000m2

## 어항 시설
- 물양장, 선착장

## 주요 어종
- 굴, 멍게, 우럭